# 大型サブミリ波望遠鏡
大型サブミリ波望遠鏡（おおがたサブミリはぼうえんきょう、英:Large Submillimeter Telescope、LST）はチリアタカマ砂漠のチャナントール高原に建設予定の日本の電波望遠鏡。似た名前の望遠鏡にアタカマ大型ミリ波サブミリ波干渉計(ALMA)があるが、ALMAが小型望遠鏡による干渉計であるのに対し、LSTは巨大な単一アンテナによる望遠鏡である。
2030年代の観測開始を見込んで準備が進められている。